# Yves Bocher
L'abbé Yves Bocher (1914-1998) est un prêtre catholique, musicien et compositeur français. Il est réputé pour avoir été le chef de chœur de la Manécanterie des Petits Chanteurs de Lannion de 1963 à 1992.

## Biographie
Né en 1914 dans les Côtes-d'Armor, Yves Bocher est formé au grand séminaire et devient prêtre pour le diocèse de Saint-Brieuc et Tréguier. Il exerce alors son ministère presbytéral dans différentes paroisses, dont celle de Camlez, dernière en date.
Après avoir fondé la Manécanterie des Petits Chanteurs de Saint-Michel de Saint-Brieuc, il est nommé chef de chœur de la Manécanterie des Petits Chanteurs de Lannion, en résidence à l'Institution Saint-Joseph de Lannion depuis 1932.
Grâce à sa forte personnalité, Yves Bocher s'inscrit dans la continuité artistique et pédagogique de son prédécesseur, Arthur Goasdoué, et dynamise à nouveau le rayonnement des Petits Chanteurs, faisant de cette manécanterie un acteur majeur de la vie culturelle du Trégor et indissociable à sa vie cultuelle.
Il prend sa retraite en 1992 et est remplacé par Jean-Marc Kernin (1967-2016).
Il décède en 1998 et est inhumé au cimetière paroissial de Paimpol.

## Œuvres musicales
Malgré une composition musicale que l'on soupçonne assez importante, très peu de pièces composées par Yves Bocher sont passées à la postérité (des travaux de recherche et de collecte de ces œuvres sont en cours).
Deux de ses catégories musicales sont, comme pour beaucoup de compositeurs ou chefs de chœur, en juxtaposition : l'harmonisation (exemple : Enor ha gloar, harmonisé par Yves Bocher) et la composition (exemple : Vierge immaculée, motet à quatre voix mixtes et trio de voix hautes composé par l'abbé Bocher).